# Designstar
Designstar是模块化的开发板，类似于Arduino的硬件扩展模块，使用C语言进行开发。

## Designstar
Designstar是模块开发板集合，拆分过的开发板模块配备双排20个插针，模块之间可叠加，与MCU可以兼容。

## 模块

### 分类
- 处理模块：STM32单片机模块、MSP430单片机模块、51单片机模块、AVR单片机模块、DSP处理器模块、CPLD模块、FPGA模块、安卓应用处理核心模块。
- 显示模块：共阳极4位数码管显示、共阴极4位数码管显示、LED点阵显示、1.8寸TFT彩色液晶显示模块、2.8寸TFT彩色液晶显示模块、0.95寸OLED单色显示模块、段式液晶显示模块、迷你12864单色液晶显示模块、1602显示模块。
- 通信模块：USB-UART模块、RS232电平转换模块、CAN通信模块、蓝牙模块、红外接收模块、红外发射模块、Wifi模块、GSM手机模块、双音频收发模块、2.4G无线数传模块、Zigbee模块、以太网通信模块、1.25G光通信模块。
- 电源模块：线性电源LM7805模块、开关电源：LM2576模块、便携式可充电的锂电池模块、4节AAA电池的供电模块、太阳能供电模块、220-12V2A供电模块。
- 传感器模块：温度传感器、湿度传感器、光照传感器、人体红外传感器、震动传感器、称重传感器。
- 扩展模块：语音采集和放大模块、语音编解码模块。